# Nishi Hongan-ji

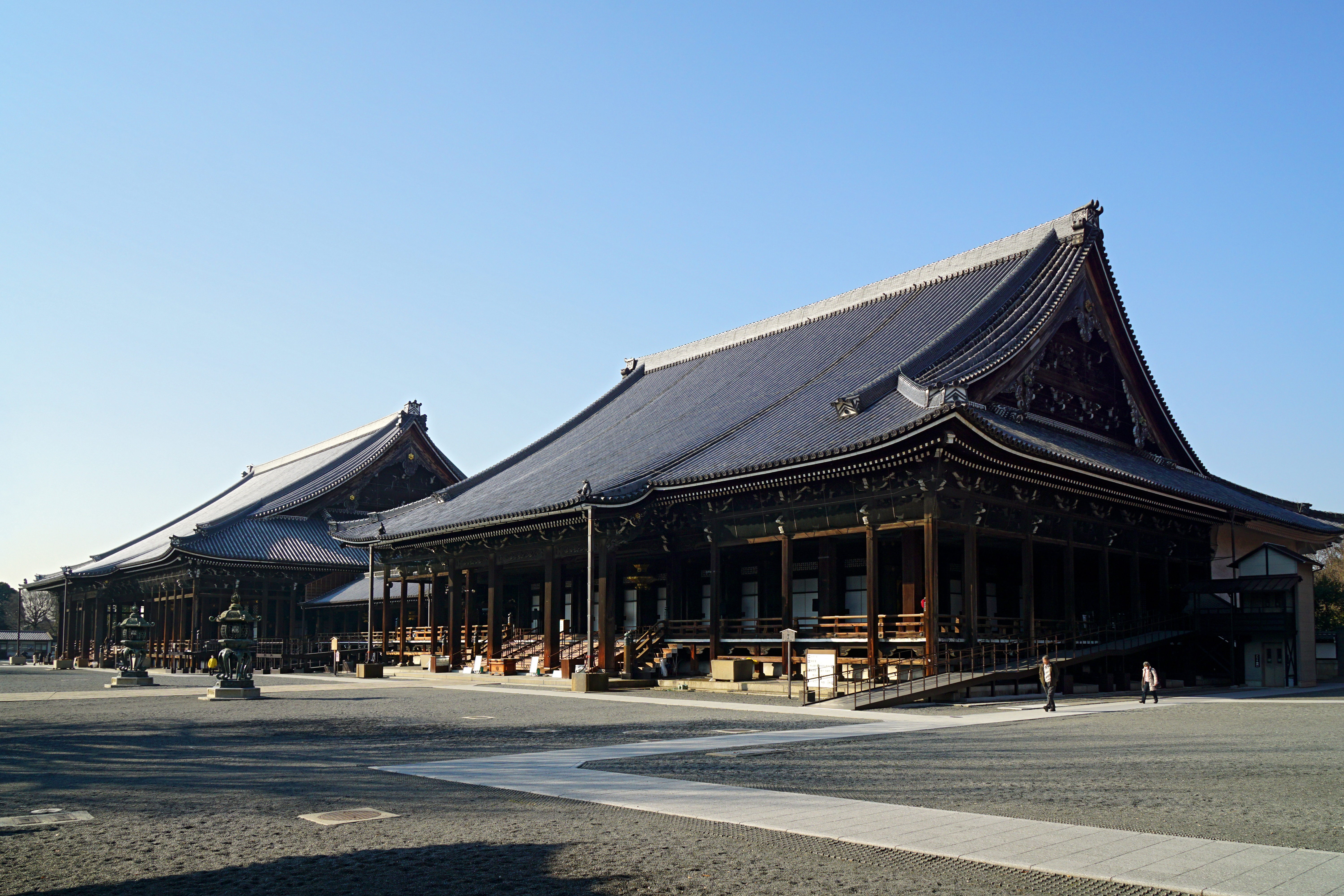
Amidadō e Goeidō

Nishi Hongan-ji (西本願寺, Nishi Hongan-ji) "Templo ocidental do Voto Original", é um dos dois complexos de templos de Jōdo Shinshū em Quioto, no Japão, sendo o outro Higashi Honganji, ou "Templo do Leste do Voto Original". Jōdo Shinshū é uma escola do Budismo da Terra Pura, e hoje Higashi Honganji funciona como o templo principal da organização Jōdo Shinshū. Tal como acontece com muitos locais em Quioto, eles têm nomes mais casuais, e são conhecidos carinhosamente na cidade como Onissan (お西さん, Querido Sr. oeste) e Ohigashisan (お東さん, Querido Sr. leste).

## História
Nishi Honganji foi criada em 1602 pelo Shogun Tokugawa Ieyasu. Ieyasu dividiu o principal Honganji, em Quioto em dois templos, Nishi Hongan-ji e Higashi Hongan-ji, a fim de diminuir o poder da seita Jōdo. Nishi Hongan-ji é listado como um dos Monumentos Históricos da Antiga Quioto como Patrimônio Mundial da UNESCO.

## Templo
Nishi Hongan-ji ocupa quase toda a área retangular delimitada por Hanayachō-dōri (Hanayachō Street) para o norte, Horikawa-dōri (Horikawa Street) para o leste, Shichijō-dōri (Shichijō Street), ao sul, e Shichijō-dōri (Omiya Street) ao oeste. A entrada principal de Nishi Hongan-ji fica ao leste em Horikawa-dōri. Como o nome do templo indica, está localizado a oeste de Higashi Hongan-ji. Nishi Hongan-ji é mais velho do que o último e tem uma arquitetura mais integral.

### Portão Karamon

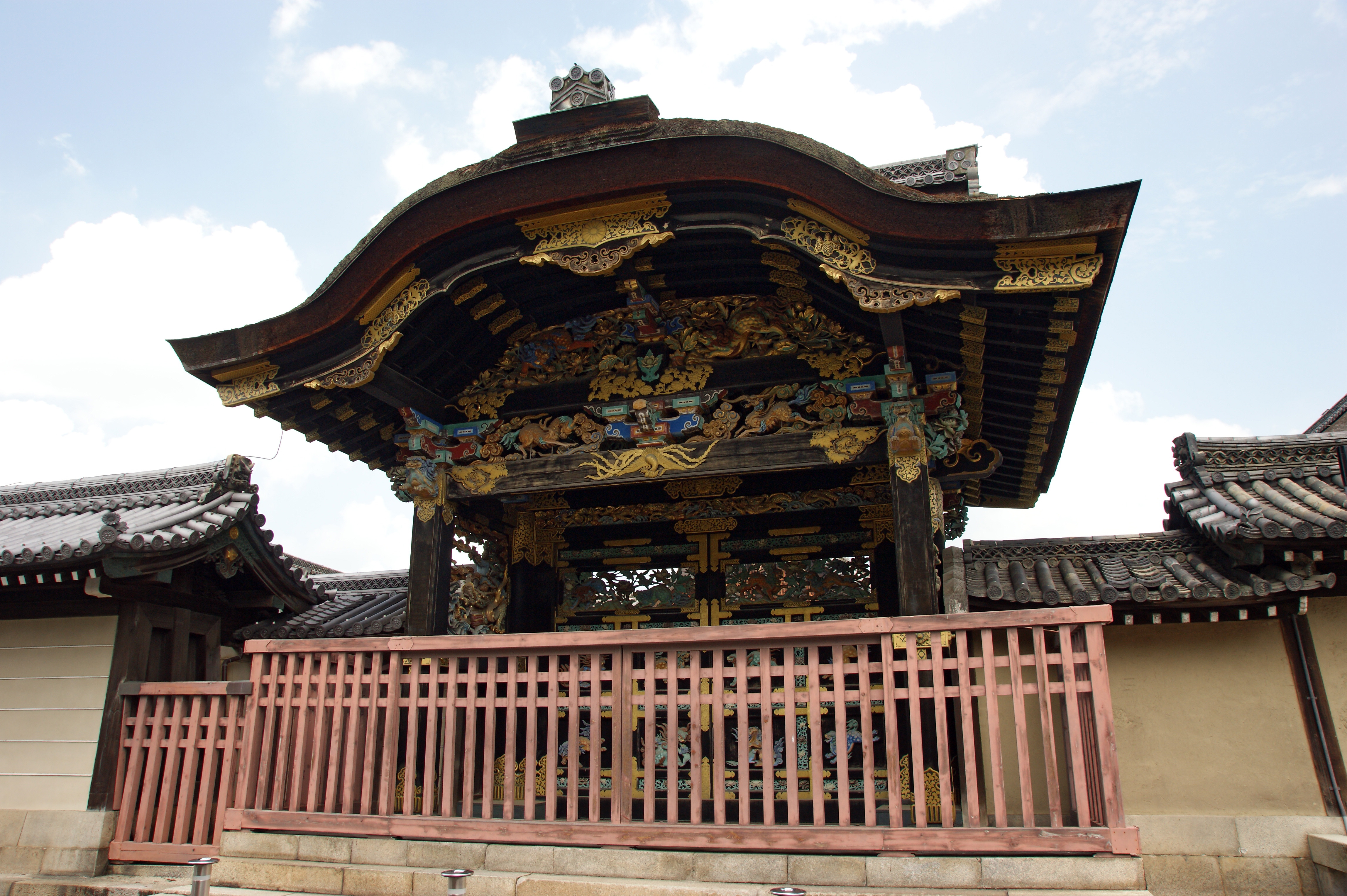
Portão Karamon de Nishi Hongan-ji.

O Karamon (唐門) é um portão de Nishi Hongan-ji designado como um patrimônio nacional do Japão. Ele foi construído como um portão de quatro patas com cumeeiras karahafu de curvas onduladas na frente e nas costas. O portão Karamon tem um telhado no estilo irimoya, um estilo de telhado de quadril descendo em todos os quatro lados e integrados em dois lados opostos com um frontão. O telhado é coberto por casca telhas feitas de hinoki cipreste. O portão remonta a 1573 e foi construído no início do período Momoyama (1573-1614).